# 科爾基諾
54°53′45″N 61°22′45″E / 54.89583°N 61.37917°E
科爾基諾（俄语：Ко́ркино）是俄羅斯車里雅賓斯克州的一個城市，位於首府車里雅賓斯克以南42公里。2023年時人口為36591人。
科爾基諾於1942年10月2日正式建市。
1. ↑  . Википедия. 2024-10-26 （俄语）.